# Cania bandura
Cania bandura är en fjärilsart som beskrevs av Moore 1859. Cania bandura ingår i släktet Cania och familjen snigelspinnare. Inga underarter finns listade i Catalogue of Life.